# Milva
Milva, née Maria Ilva Biolcati le 17 juillet 1939 à Goro (Émilie-Romagne, Italie) et morte le 23 avril 2021 à Milan, est une chanteuse italienne.

## Biographie
Surnommée la « panthère de Goro » pour parachever le « trio zoologique » qui passionnait alors l’Italie (à savoir : Mina, dite « la Tigresse de Crémone » et Iva Zanicchi, alias « l’aigle » de Ligonchio)[réf. nécessaire], Milva commence par étudier le chant à Bologne où sa famille s'est installée en 1955. En même temps, elle se produit dans des night-clubs locaux sous le pseudonyme de Sabrina. En 1959, elle gagne un concours de voix nouvelles organisé par la RAI et, en 1960, elle enregistre son premier 45 tours, en hommage à Édith Piaf avec la version italienne de « Milord ».
Milva fait ses réels débuts au Festival de Sanremo de 1961 où elle arrive en troisième position avec la chanson « Il mare nel cassetto », qui lui permet de dévoiler l'étendue de sa voix. Elle sera d'ailleurs invitée dix ans durant à participer à cette manifestation. En 1961, la critique discographique italienne la nomme « interprète de l’année ». La même année, Milva fait ses débuts cinématographiques dans le film « La bellezza d’Ippolita », de Giancarlo Zagni, aux côtés de Gina Lollobrigida. Cette expérience lui donne l'occasion de mettre en valeur sa crinière rousse qui lui vaudra l'appellation de « La Rossa »,.
En 1962, elle entreprend sa première tournée hors d’Italie avec un succès tel qu’elle est invitée à venir se produire à Paris sur la scène de l'Olympia où elle est la première interprète non-française à chanter Édith Piaf.
Les années soixante voient s'affronter, en Italie, deux « monstres sacrés » : Mina et Ornella Vanoni. Loin de leurs querelles, Milva se construit une identité de rebelle, inscrivant à son répertoire des hymnes à la liberté (elle chante très tôt Bella ciao, le chant des partisans), des chansons politiquement engagées où elle raconte la vie du prolétariat tout en s'appropriant bon nombre de hits de la musique folk, des Negro spirituals de style Afro-Américain et des gospels aux intonations tant religieuses que sociales.
En 1965, elle rencontre le metteur en scène Giorgio Strehler qui lui fait travailler le répertoire de Bertolt Brecht et Kurt Weill où, jusqu'alors, seules les voix allemandes triomphaient. De fait, elle parvient non seulement à conquérir les Allemands, mais s'impose même en tant que référence dans ce domaine.
En 1967, Milva fait ses débuts au Piccolo Teatro de Milan, avec un récital intitulé « Moi, Bertolt Brecht » aux côtés de Strehler, à la fois metteur en scène et comédien.

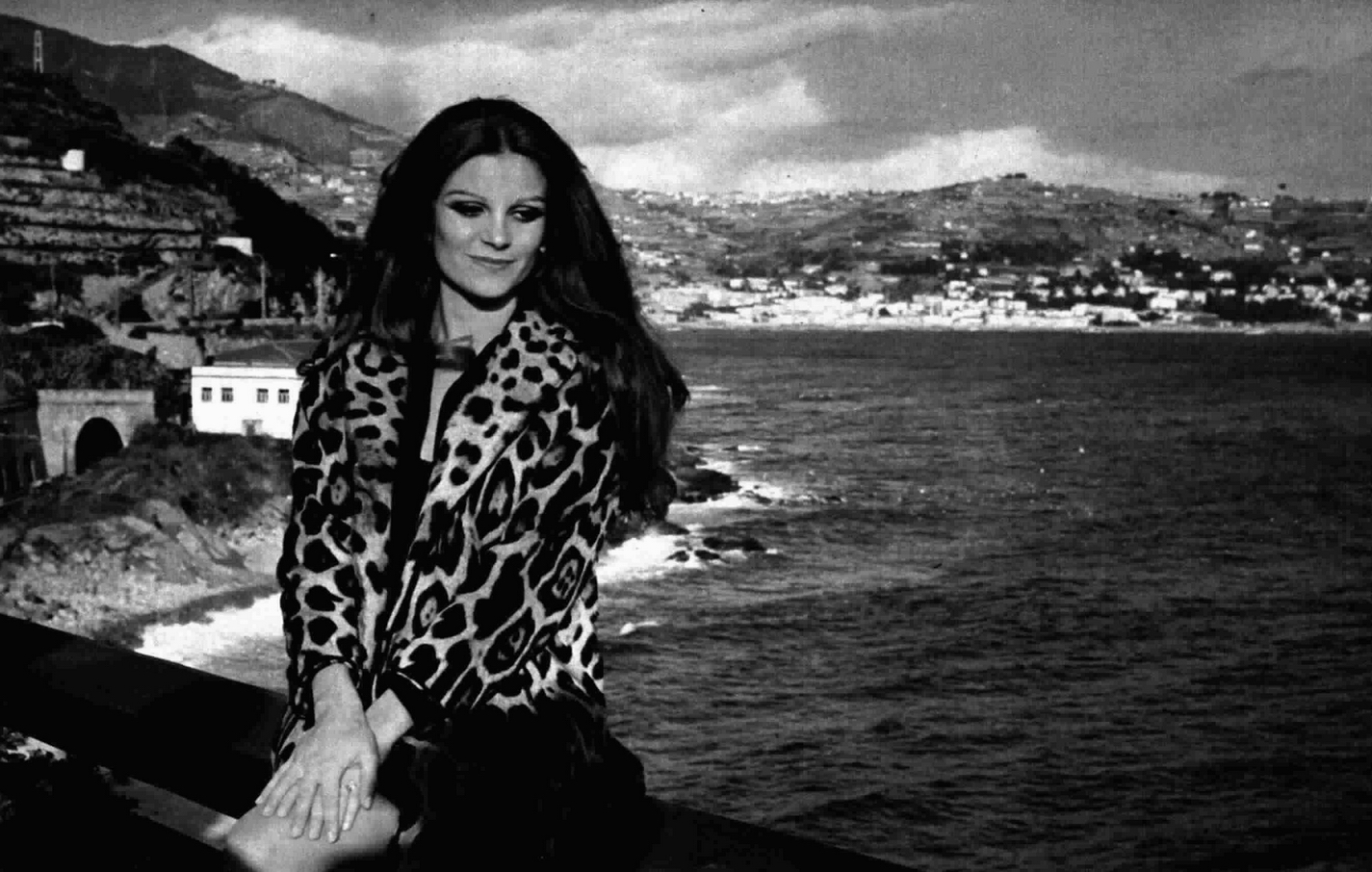
Milva en 1970

En 1973, elle franchit un pas, toujours grâce à Strehler, et devient « Jenny des Pirates » dans L'Opéra de quat'sous de Brecht qu’il met en scène en Italie et à travers l’Europe.
De 1973 à 1980, Milva est en tournée (Italie, France, Grèce, Allemagne, Canada, Russie soviétique et Japon) avec le groupe « I Milvi », composée par Neno Vinciguerra au piano, Franco Paganelli à la guitare, Claudio Barontini à la basse, Giovanni Martelli à la batterie et Marco Gasperetti la flûte. Le groupe devient « Black and Withe » de Livourne quand les rejoignent en concert les gospels du New Folkstudio Singer composé de Lois Cantor, Hazel Rogers, Nat Bush, Eddie et Jesse Hawkins.
En 1978, elle rencontre Mikis Theodorakis et étend son répertoire au registre de la musique et de la poésie grecques. Elle travaille alors avec de  poètes engagés tels Mános Eleftheríou, Tassos Livaditis (el) et Iákovos Kambanéllis. 1978 est aussi l'année où elle reçoit un disque d’argent en Allemagne de l’Ouest pour « Was ich denke », no 1 des ventes dans ce pays.
Par la suite, Milva travaille avec le compositeur Luciano Berio, l'un des maîtres italiens de la musique dodécaphonique et électronique qui lui offre le premier rôle dans son opéra La Vera Storia (d’après Italo Calvino) qui est représenté à la Scala de Milan, à l’Opéra de Paris, au Mai musical florentin, à l’Opéra d’Amsterdam, à l’Académie nationale Sainte-Cécile de Rome ainsi qu'au Royal Festival Hall de Londres.
Elle travaille également avec Ennio Morricone en 1965, Francis Lai en 1973, Vangelis en 1981 et 1986 et Franco Battiato en 1982 et 1986.
En 1984, elle est l'interprète du show « El Tango » d'Astor Piazzolla au théâtre des Bouffes du Nord de Paris, remarquée par l’interprétation de Balada para un loco accompagnée d'Astor Piazzolla au bandonéon.
Sur le plan privé, Milva se marie avec Maurizio Corgnati, qui sera son Pygmalion, le 29 août 1961. De cette union naît son seul enfant: Martina. Elle partage ensuite la vie des comédiens Mario Piave (it) qui est assassiné dans des circonstances mystérieuses en mai 1979 et Luigi Pistilli qui se suicide après leur rupture.
Pour ses interprétations du répertoire Brecht/Weill, Milva reçoit la médaille de l’ordre du mérite de la RFA des mains du président Horst Köhler.
En septembre 2010, Milva annule le spectacle qu'elle devait présenter avec Franco Battiato au théâtre romain de Vérone afin de présenter son nouveau disque, Non conosco nessun Patrizio. Quelques jours plus tard, elle annonce son retrait définitif de la scène pour des raisons de santé,.
Milva est morte à Milan le 23 avril 2021. Elle a vendu plus de 80 millions de disques au cours de sa carrière et est l'artiste italienne qui a sorti le plus grand nombre d'albums : 173 entre les albums studio, les albums live et les compilations.

## Discographie

### Discographie partielle
- 1961 14 successi di Milva
- 1962 Milva canta per voi
- 1962 Milva - Villa
- 1963 Le Canzoni del Tabarin-Canzoni da Cortile
- 1965 Canti della libertà
- 1966 Milva
- 1967 Milva
- 1968 Milva-Villa live in Japan
- 1968 Tango
- 1969 Angeli in Bandiera
- 1969 Un Sorriso
- 1969 Milva singt Tangos deutsch und italienisch
- 1970 Ritratto di Milva
- 1970 Milva on Stage - Live in Tokyo at Serkey Hall
- 1971 Milva Canta Brecht
- 1972 Dedicato a Milva da Ennio Morricone
- 1972 Love Feeling in Japan (Milva, Nippon no ai o utau)
- 1972 Milva in Seoul (live)
- 1973 Sognavo, amore mio
- 1974 Sono Matta Da Legare
- 1975 Libertà
- 1975 Milva Brecht Volume 2
- 1977 Auf Den Flügeln Bunter Träume
- 1977 Milva
- 1978 Canzoni Tra Le Due Guerre (live)
- 1978 Von Tag Zu Tag (avec Mikis Theodorakis)
- 1979 La Mia Età (avec Mikis Theodorakis)
- 1979 Was ich denke
- 1979 Wenn Wir Uns Wiederseh'n
- 1980 Attends, la vie
- 1980 La rossa avec Enzo Jannacci
- 1980 Milva International
- 1981 Dicono di me — Ich hab' keine Angst — Moi, je n'ai pas peur
(adaptations italienne, allemande et française de To the unknown man de Vangelis)
- 1982 Das Konzert (live)
- 1982 Immer Mehr
- 1982 Milva e dintorni (avec Franco Battiato)
- 1982 Milva Alexander Platz (version française de Milva e dintorni)
- 1983 Die sieben Todsünden der Kleinbürger
- 1983 Identikit
- 1983 Unverkennbar
- 1984 Milva & Astor Piazzola - Live at the Bouffes Du Nord
- 1985 Corpo a Corpo
- 1985 Mut Zum Risiko
- 1986 Geheimnisse (avec Vangelis)
- 1986 Tra Due Sogni (avec Vangelis)
- 1987 Milva Canta Della Giapponesi
- 1988 Das Beste Milva Live
- 1988 Milva (1988)
- 1988 Unterwegs nach Morgen
- 1989 Svegliando l'amante che dorme
- 1990 Ein kommen und gehen
- 1991 Gefühl & Verstand
- 1992 Milva Dramatic Recital (Best Live in Japan)
- 1992 Milva History 1960-1990
- 1993 Uomini Addosso
- 1994 Cafè Chantant
- 1994 La storia di Zaza
- 1994 Milva & James Last - Dein Ist Mein Ganzes Herz
- 1994 Volpe D'Amore (Milva canta Thános Mikroútsikos)
- 1995 Tasendundeine Nacht
- 1996 Fammi Luce - Milva ha incontrato Shinji (Tanimura)
- 1996 Milva Canta un Nuovo Brecht
- 1997 Mia Bella Napoli
- 1998 El Tango de Astor Piazzolla live in Japan
- 1999 Stark sein
- 2001 Artisti
- 2001 La chanson française
- 2004 Milva canta Merini (sur des lyriques du poète Alda Merini et musiques de Giovanni Nuti)
- 2007 In territorio nemico
- 2010 Non Conosco Nessun Patrizio

## Filmographie
- 1962 : Canzoni a tempo di twist de Stefano Canzio
- 1962 : La Beauté d'Hippolyte (La bellezza di Ippolita) de Giancarlo Zagni
- 1962 : Rendez-vous sur la Riviera (Appuntamento in Riviera) de Mario Mattoli
- 1972 : Mourir d'amour (D'amore si muore) de Carlo Carunchio
- 1982 : La Rue des miroirs (Via degli specchi) de Giovanna Gagliardo
- 1986 : Mon beau-frère a tué ma sœur de Jacques Rouffio
- 1988 : Au-delà du vertige (pl) (Wherever You Are...) de Krzysztof Zanussi
- 1988 : Prisonnières de Charlotte Silvera
- 1991 : Amaurose de Dieter Funk
- 1996 : Celluloide de Carlo Lizzani